# Régiment Mountcashel
Le régiment Mountcashel est un régiment d'infanterie irlandais dont le colonel était Justin Mac Carthy, Lord Mountcashel (vers 1638 + 1694), lieutenant-général, fondateur et premier chef de la brigade irlandaise (1690-1694).

## Historique

### Guerre en Irlande
Les origines de ce régiment remontent à 1683 lorsqu'il est levé et composé de deux bataillons de 16 compagnies de 80 à 100 hommes à partir des restes des compagnies irlandaises de l'expédition de Tanger. Son premier colonel est James Butler. Devenu duc d'Ormond et colonel d'un régiment de cavalerie de l'armée irlandaise, il laisse le commandement au lord Mountcashel.
Le régiment de Mountcashel est le propre régiment de Lord Mountcashel, lequel commandait aussi deux autres régiments dont le Bophin's Regiment et le Régiment de Clare. Il est détaillé dans le Jacobite narrative avant la bataille de Newtonbutler (en) car la plupart des officiers, y compris Mountcashel (capturé dans cette bataille) y sont mentionnés. La composition de ce régiment serait selon cette source de 400 hommes. Dans le récit d'Ormond, datant du début juillet 1689, le régiment comprend 650 hommes. Le régiment se comporte bien durant la bataille de Newtonbutler mais subit d'énormes pertes dont la capture de son chef et de nombreux officiers.

### Au service de la France
Le régiment est ensuite remis sur pied de guerre avec de nouvelles recrues (il est parfois appelé second régiment de Mountcashel) mais n'aurait compté que 215 hommes répartis dans 13 compagnies. Il rejoint la France en mai 1690 avec les quatre autres régiments irlandais (les régiments O'Brien, Dillon, Clare et Mountcashel). Sitôt arrivé en France, lord Mountcashel reçoit une commission du roi Louis XIV pour commander les troupes irlandaises au service de France. Cela mène à la formation de la brigade Mountcashel. Le régiment est admis au service français le 18 juin 1690.
Le régiment sert ensuite, sous lord Mountcashel sous le commandement de M. de Saint-Ruth dans la campagne de Savoie.

### Nouveaux propriétaires
Il deviendra le régiment de Lée[Lequel ?] puis fusionnera dans le régiment de Dillon pour la campagne d'Espagne (1701-1705).